# Радзеховы
Радзеховы — деревня в Силезском воеводствe Живецкого повята, в гминe Радзеховы-Вепш Польши. Деревня находится примерно в 8 км к юго-востоку от Живеца и в 68 км южнее регионального центра Катовице. Население деревни составляет около 5000 человек.

## Достопримечательности
- Церковь св. Марии (с 16 века)
- (польск. Golgota Beskidów)